# Вестготская Z
Ꝣ, ꝣ (вестготская Z) — буква расширенной латиницы. Использовалась в некоторых рукописях Каролингов.